# Liste des princes d'Autriche-Hongrie

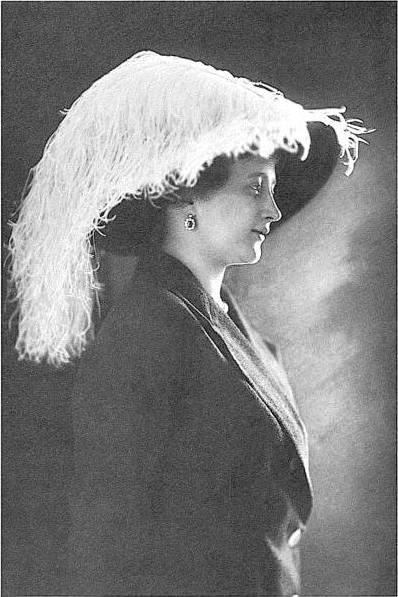
La comtesse Isabella Esterházy de Galánta.
La fortune et le pouvoir des princes Esterházy furent légendaires.

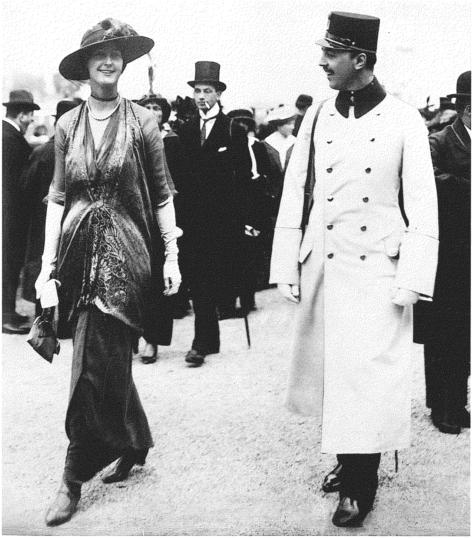
1912 : la comtesse Draskovich avec le prince Ferdinand d'Auersperg aux courses de Freudenau, aux environs de Vienne. Ces courses furent une des distractions favorites de la haute aristocratie autrichienne, comme Ascot au Royaume-Uni.

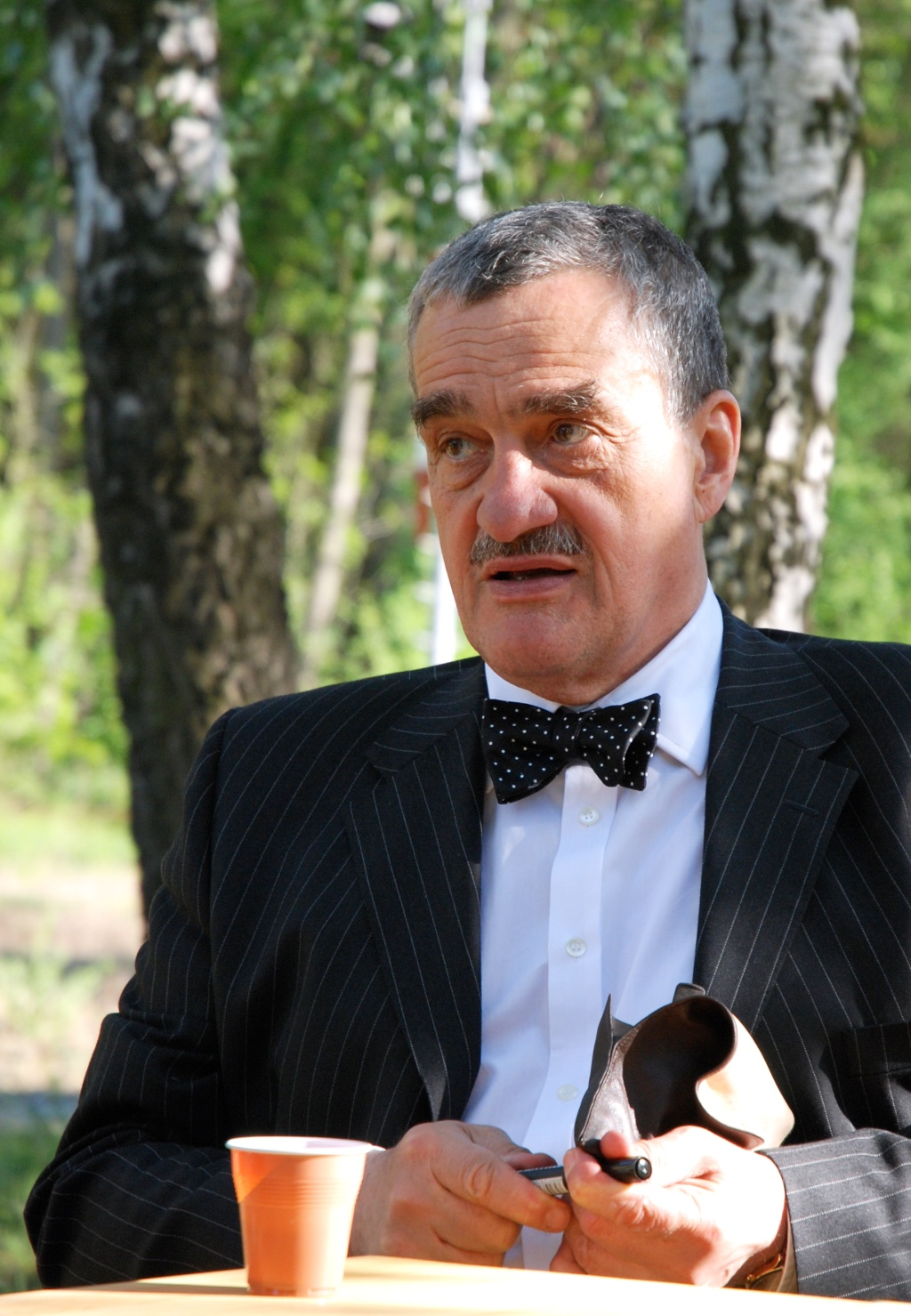
Karel Schwarzenberg, actuel chef de la famille princière de Schwarzenberg et ministre tchèque des Affaires étrangères.

Cette page compile la liste des familles princières, éteintes ou non, de la noblesse autrichienne (c'est-à-dire des territoires composant l'empire d'Autriche puis, à la suite du compromis de 1867, l'Empire austro-hongrois). Le style en usage pour s'adresser aux familles princières austro-hongroises est Durchlaucht (Altesse sérénissime). On peut aussi user de Fürstliche Gnaden (Sa Grâce princière).
Dans l'empire d'Autriche, le titre de prince constitue le plus haut rang de la noblesse suivi de celui de comte, les deux titres sont d'ailleurs intimement liés et de nombreuses familles sont à la fois princière et comtale (voir Kinský, Clary ou Esterházy). Ensemble, ils composent la haute noblesse (hoher Adel), la classe la plus élevée de la hiérarchie sociale impériale. Ce cercle restreint, souvent appelé les 100 Familien (100 familles), disposait, outre d’immenses richesses en fortune et en terres, d’une influence prédominante à la Cour impériale et donc sur la politique et la diplomatie de l’Empire.
La noblesse est officiellement abolie en Autriche depuis 1919.

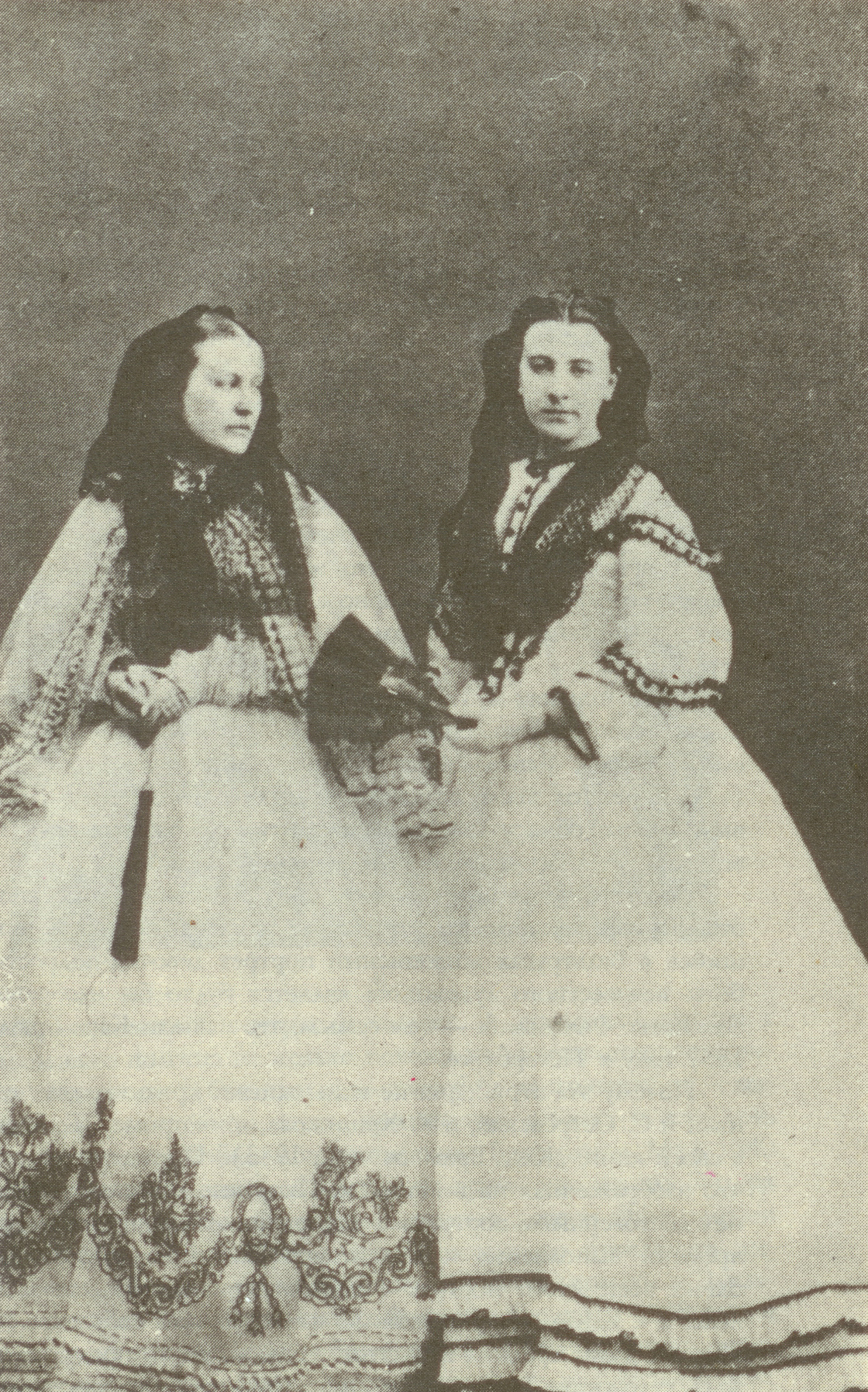
La comtesse Elisabeth-Alexandrine de Ficquelmont, princesse Clary-und-Aldringen, et sa fille, Edmée, comtesse di Robilant e Cereaglio. Les familles princières et comtales étaient étroitement liées et constituaient l'élite politique et sociale austro-hongroise.

| \| Particule[1] \| Nom d'origine \| Nom actuel \| Notes \| \| ------------ \| ---------------------------------------------- \| --------------------------- \| --------------------------------------------------------------------------------------------------------------------------------------------------------------------------------------------------------------------------------------------- \| \| von \| Auersperg \| Auersperg-Schönfeldscher[2] \| \| \| \| Batthyány-Strattmann[3] \| les cadets sont comtes \| \| \| von \| Clary und Aldringen \| Clary-Aldringen[4] \| les cadets sont comtes \| \| von \| Collalto und San Salvatore[4] \| Collalto \| les cadets sont comtes \| \| von \| Colloredo-Mansfeld[5] \| Colloredo-Mansfeld \| les cadets sont comtes ; l'ainé est titré Comte de Mansfeld ; Voir aussi Maison de Mansfeld \| \| von \| Croÿ[5] \| Croÿ \| Connu aussi comme Croÿ-Dülmen, trois branches dont certaines ducales ; usant aussi de la particule de. \| \| von \| Dietrichstein \| \| éteinte en ligne agnatique, puis recréée pour l'époux de la dernière héritière ; les cadets sont comtes de Dietrichstein & Proskau-Leslie (première branche) puis de Dietrichstein-Mensdorff-Pouilly (seconde branche)[5] \| \| von \| Eggenberg[6] \| \| descendance en ligne agnatique directe disparue, leurs possessions en Bohême passent au plus proche descendant via mariage, les princes de Schwarzenberg, leurs possessions en Styrie font de même en faveur des Herberstein[7],[8],[9],[10]. \| \| \| Esterházy von Galántha[11] \| Esterházy \| aussi comtale ; utilise la particule de \| \| \| Festetics von Tolna[12] \| Festetics \| aussi comtale ; utilise la particule de \| \| zu \| Fürstenberg[13] \| Fürstenberg \| certains utilisent des titres qui n'appartiennent pas à la noblesse autrichienne, usage de la particule von \| \| von \| Grassalkovics[14] \| Grassalkovics \| éteinte \| \| zu \| Hohenlohe[15] \| Hohenlohe \| plusieurs branches \| \| von \| Khevenhüller-Metsch[16] \| Khevenhüller-Metsch \| les cadets sont comtes \| \| \| Kinsky von Wchinitz und Tettau[17] \| Kinsky \| les cadets sont comtes ; aussi comtale \| \| von \| Lichnowsky \| Lichnowsky \| \| \| von \| Lobkowicz[18] \| Lobkowicz \| \| \| von und zu \| Liechtenstein[19] \| von und zu Liechtenstein \| souveraine depuis 1719 \| \| von \| Metternich-Winneburg[20] \| Metternich \| usage de la particule de \| \| zu \| Oettingen-Oettingen[21] \| \| plusieurs branches (Oettingen, Wallerstein & Spielberg) \| \| von \| Orsini und Rosenberg[22] \| Orsini-Rosenberg \| les cadets sont comtes \| \| von \| Rohan[23] \| Rohan \| une branche est ducale ; usage de la particule de \| \| zu \| Sayn-Wittgenstein[24] \| Sayn-Wittgenstein-(subline) \| plusieurs branches \| \| von \| Schönburg-Hartenstein Schönburg-Waldenburg[25] \| Schönburg \| plusieurs branches, aussi comtale \| \| von \| Starhemberg[26] \| Starhemberg \| les cadets sont comtes \| \| zu \| Schwarzenberg[27] \| Schwarzenberg \| le chef de la maison est prince de Schwarzenberg et duc de Krumlov. \| \| von \| Thun-Hohenstein \| Thun-Hohenstein [28] \| aussi comtale \| \| von und zu \| Trauttmansdorff-Weinsberg \| Trauttmansdorff-Weinsberg \| aussi comtale \| \| von \| Waldburg \| Waldburg \| plusieurs branches ; les cadets sont comtes \| \| zu \| Windisch-Graetz[4] \| Windisch-Graetz \| aussi Windisch-Grätz \| |                                            |                             | |
| Particule | Nom d'origine                              | Nom actuel                  | Notes |
| von | Auersperg                                  | Auersperg-Schönfeldscher    | |
| | Batthyány-Strattmann                       | les cadets sont comtes      | |
| von | Clary und Aldringen                        | Clary-Aldringen             | les cadets sont comtes |
| von | Collalto und San Salvatore                 | Collalto                    | les cadets sont comtes |
| von | Colloredo-Mansfeld                         | Colloredo-Mansfeld          | les cadets sont comtes ; l'ainé est titré Comte de Mansfeld ; Voir aussi Maison de Mansfeld |
| von | Croÿ                                       | Croÿ                        | Connu aussi comme Croÿ-Dülmen, trois branches dont certaines ducales ; usant aussi de la particule de. |
| von | Dietrichstein                              |                             | éteinte en ligne agnatique, puis recréée pour l'époux de la dernière héritière ; les cadets sont comtes de Dietrichstein & Proskau-Leslie (première branche) puis de Dietrichstein-Mensdorff-Pouilly (seconde branche)         |
| von | Eggenberg                                  |                             | descendance en ligne agnatique directe disparue, leurs possessions en Bohême passent au plus proche descendant via mariage, les princes de Schwarzenberg, leurs possessions en Styrie font de même en faveur des Herberstein,. |
| | Esterházy von Galántha                     | Esterházy                   | aussi comtale ; utilise la particule de |
| | Festetics von Tolna                        | Festetics                   | aussi comtale ; utilise la particule de |
| zu | Fürstenberg                                | Fürstenberg                 | certains utilisent des titres qui n'appartiennent pas à la noblesse autrichienne, usage de la particule von |
| von | Grassalkovics                              | Grassalkovics               | éteinte |
| zu | Hohenlohe                                  | Hohenlohe                   | plusieurs branches |
| von | Khevenhüller-Metsch                        | Khevenhüller-Metsch         | les cadets sont comtes |
| | Kinsky von Wchinitz und Tettau             | Kinsky                      | les cadets sont comtes ; aussi comtale |
| von | Lichnowsky                                 | Lichnowsky                  | |
| von | Lobkowicz                                  | Lobkowicz                   | |
| von und zu | Liechtenstein                              | von und zu Liechtenstein    | souveraine depuis 1719 |
| von | Metternich-Winneburg                       | Metternich                  | usage de la particule de |
| zu | Oettingen-Oettingen                        |                             | plusieurs branches (Oettingen, Wallerstein & Spielberg) |
| von | Orsini und Rosenberg                       | Orsini-Rosenberg            | les cadets sont comtes |
| von | Rohan                                      | Rohan                       | une branche est ducale ; usage de la particule de |
| zu | Sayn-Wittgenstein                          | Sayn-Wittgenstein-(subline) | plusieurs branches |
| von | Schönburg-Hartenstein Schönburg-Waldenburg | Schönburg                   | plusieurs branches, aussi comtale |
| von | Starhemberg                                | Starhemberg                 | les cadets sont comtes |
| zu | Schwarzenberg                              | Schwarzenberg               | le chef de la maison est prince de Schwarzenberg et duc de Krumlov. |
| von | Thun-Hohenstein                            | Thun-Hohenstein             | aussi comtale |
| von und zu | Trauttmansdorff-Weinsberg                  | Trauttmansdorff-Weinsberg   | aussi comtale |
| von | Waldburg                                   | Waldburg                    | plusieurs branches ; les cadets sont comtes |
| zu | Windisch-Graetz                            | Windisch-Graetz             | aussi Windisch-Grätz |